# James Fenimore Cooper
James Fenimore Cooper (ur. 15 września 1789 w Burlington, zm. 14 września 1851 w Cooperstown w stanie Nowy Jork) – amerykański powieściopisarz, autor powieści przygodowo-awanturniczych, których akcja rozgrywa się podczas walk z Indianami i Francuzami w drugiej połowie XVIII wieku.

## Nauka i podróże
Pochodził z zamożnej rodziny ziemiańskiej, osiadłej w posiadłości noszącej nazwę od nazwiska rodziny. Jego ojciec, William, był sędzią i członkiem amerykańskiego Kongresu. Matką była Elizabeth (Fenimore) Cooper. W wieku 14 lat Cooper wstąpił na Uniwersytet Yale i rozpoczął studia prawnicze. W 1806 został z niego relegowany za różne wybryki. Następnie na pięć lat zaciągnął się do marynarki wojennej, gdzie dosłużył się stopnia oficera. Po ślubie w 1811 odszedł ze służby i zamieszkał w hrabstwie Westchester. Pięć lat swojego życia spędził w Europie, podróżując (był w Anglii, Szwajcarii, Niemczech, Włoszech) i pełniąc obowiązki konsula w Lyonie. W 1826 przeniósł się do Paryża, a do Ameryki powrócił w 1834, gdzie zamieszkał w rodzinnej posiadłości. W 1830 spotkał się w Rzymie z Adamem Mickiewiczem. W 1831 założył w Paryżu Komitet Amerykańsko-Polski kierujący pomocą dla powstania listopadowego. Oprócz powieści pisał eseje polityczne i książki historyczne.

## Twórczość Coopera

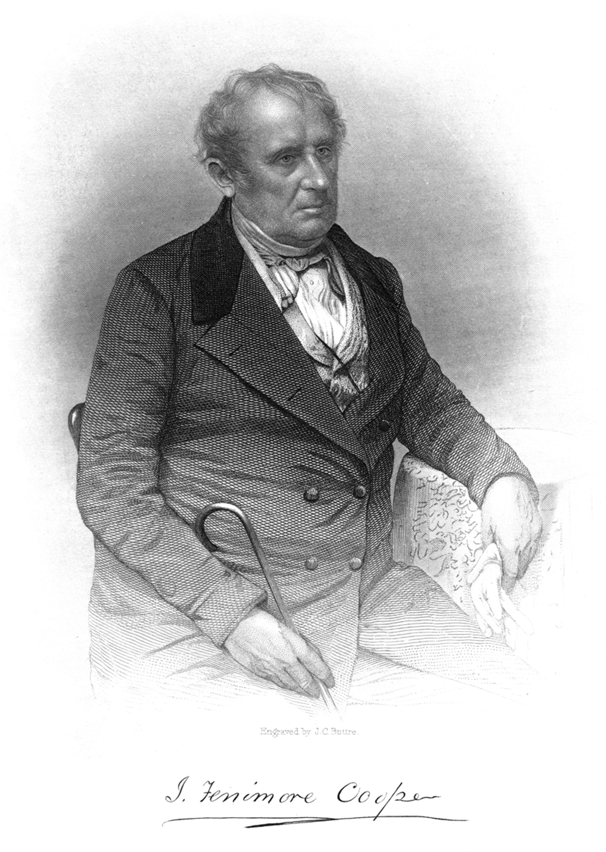
Portret Coopera z autografem

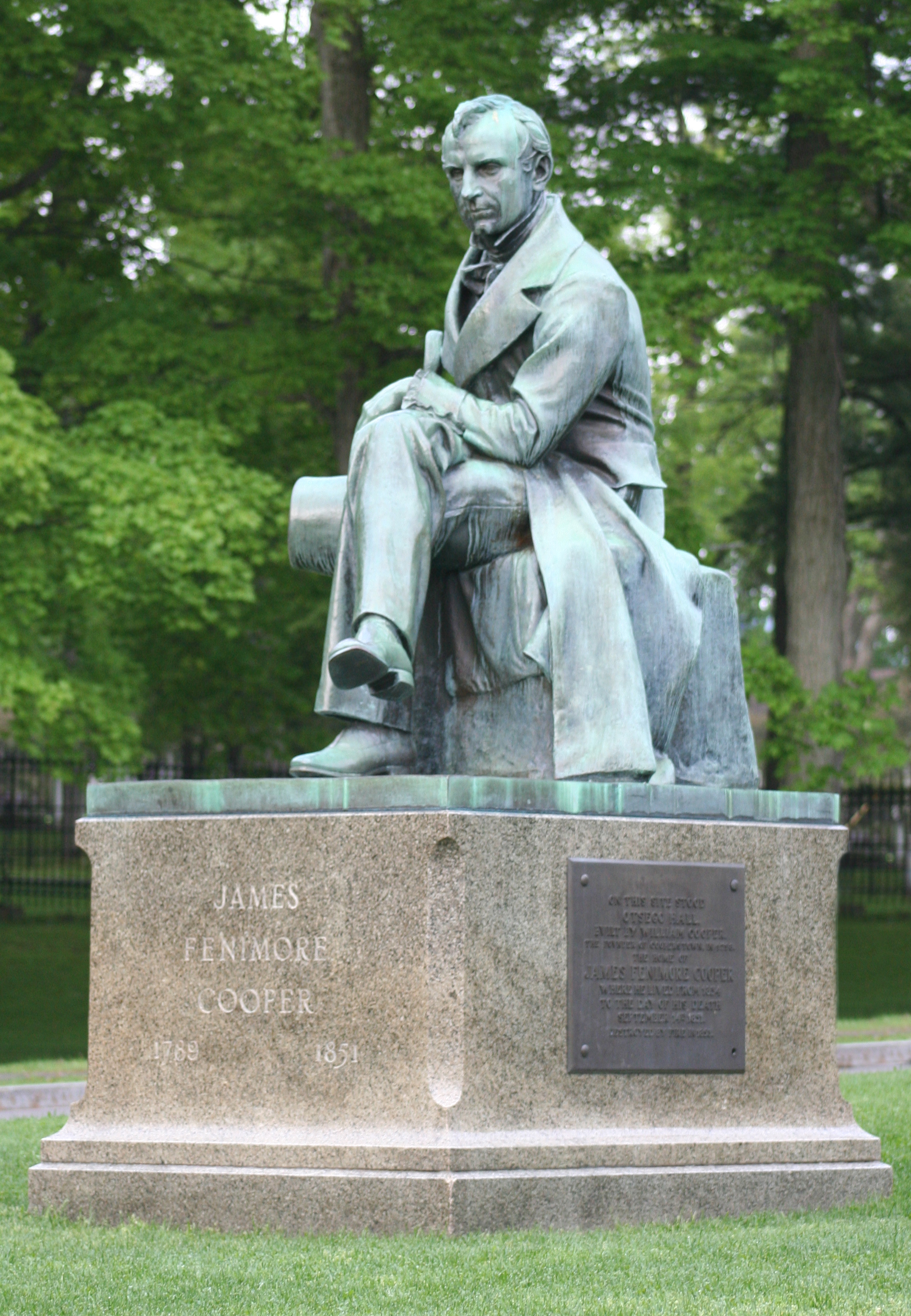
Pomnik Coopera w Cooperstown

Debiutował anonimowo w 1820 roku powieścią Ostrożność. Rok później napisał książkę historyczną (opisującą wojnę o niepodległość Stanów Zjednoczonych) Szpieg, która przyniosła mu rozgłos.
W swoim dorobku ma ponad 60 dzieł, a największą popularność zdobył dzięki historyczno-przygodowemu cyklowi powieści Leather-Stocking Tales (Opowieści Skórzanej Pończochy) w Polsce znanemu jako Pięcioksiąg przygód Sokolego Oka. Były to (w kolejności chronologii akcji): Pogromca zwierząt, Ostatni Mohikanin, Tropiciel śladów, Pionierowie i Preria. Utwory te to romantyczny i idealistyczny obraz osiemnastowiecznej Ameryki Północnej i zamieszkujących ją Indian i osadników. Cechują je barwne opisy przyrody, wartka i pełna napięcia akcja, mocno naszkicowane sylwetki głównych bohaterów. Wysoko oceniane przez współczesnych i wciąż popularne, stanowią one żywy do dziś wzór przygodowej powieści indiańskiej.
Twórczość Coopera kwalifikuje się również do miana publicystyki społeczno-politycznej. Za najlepsze w tej dziedzinie uważane jest jedno z ostatnich jego dzieł – wydana w 1845 powieść Paluch szatana. W powieści z 1828 roku zatytułowanej Pojęcie o Amerykanach wyjaśniał Europejczykom istotę charakteru Amerykanina. Jako arystokrata i ziemianin cenił ziemię i hołdował klasie ziemskiej, krytykował jednocześnie wzrastający oportunizm klasy średniej i rozwój nowoczesnego kapitalizmu. Będąc gorącym patriotą, uważał, że Stany Zjednoczone nie powinny naśladować Europy. Jednocześnie zawsze był rzecznikiem Ameryki w Europie i obrońcą Europy w Ameryce. Jego bezkompromisowy krytycyzm przysporzył mu wielu wrogów. Jako społeczno-polityczny publicysta i myśliciel został doceniony bardzo późno.
Innym nurtem jego twórczości literackiej była powieść marynistyczna. Do najbardziej znanych jego powieści z tego gatunku należy Czerwony korsarz z 1827.
Jego książki zostały przetłumaczone na wiele języków i wydane w wielu krajach. Były wielokrotnie ekranizowane.

## Wybór dzieł
- Szpieg (1820)
- Pilot (1823)
- Pionierowie (1823)
- Lionel Lincoln (1825)
- Ostatni Mohikanin (1826)
- Preria (1827)
- Czerwony korsarz (1827)
- Pojęcie o Amerykanach (1828)
- Dolina Wish-ton-Wish (1829)
- Tropiciel Śladów (1840)
- Pogromca Zwierząt (1841)
- Paluch szatana (1845)
- History of the Navy of the United States of America (pośmiertnie 1856)

## Wpływ na polskich twórców
Stał się prekursorem późniejszych twórców, w tym także polskich, między innymi Władysława Umińskiego i Bolesława Mrówczyńskiego. Zbigniew Nienacki bohaterowi kilku ze swoich powieści z cyklu przygód Pana Samochodzika (Wyspa Złoczyńców, Pan Samochodzik i templariusze, Księga strachów) nadał przydomek „Sokole Oko”.